# Trentepohlia subpennata
Trentepohlia subpennata är en tvåvingeart som beskrevs av Alexander 1935. Trentepohlia subpennata ingår i släktet Trentepohlia och familjen småharkrankar. Inga underarter finns listade i Catalogue of Life.